# Les Sauvages (série télévisée française)
Pour les articles homonymes, voir Les Sauvages.
Ne doit pas être confondu avec Les Sauvages (série télévisée américaine).
Les Sauvages est une mini-série française en six parties de 52 minutes créée par Rebecca Zlotowski et Sabri Louatah et diffusée du 23 septembre 2019 au 7 octobre 2019 sur Canal+.

## Synopsis
Tout sourit à Fouad, jeune acteur star de la série télévisée Docteur Franck et fiancé de Jasmine, la fille du candidat favori à l’élection présidentielle, Idder Chaouch. Mais le jour de l’élection, Chaouch est la cible d’un tireur qui appartient à la famille de Fouad. L'homme, dont le monde s’écroule, décide d’enquêter de son côté soutenu par Marion, la responsable de la sécurité du président… Vengeance, lutte fratricide ou manipulation ?

## Fiche technique
- Titre français : Les Sauvages
- Réalisation : Rebecca Zlotowski
- Création : Rebecca Zlotowski, Sabri Louatah d'après son ouvrage éponyme
- Scénario : Sabri Louatah, Benjamin Charbit, David Elkaïm, Rebecca Zlotowski
- Photographie : Georges Lechaptois
- Son : Jérôme Aghion
- Décors : Thierry François
- Costumes : Alice Cambournac
- Montage : Mike Fromentin, Géraldine Mangenot
- Musique : Robin Coudert
- Production : CPB Films - Scarlett Production
- Diffusion : Canal+
- Pays d'origine : France
- Format : Couleurs - 35 mm
- Genre : espionnage, politique, thriller
- Durée : 6 × 52 minutes
- Date de diffusion : 2019

## Distribution

### Rôles principaux
- Roschdy Zem : Idder Chaouch, candidat à la présidence de la République
- Marina Foïs : Marion Rihbeiro, responsable de la sécurité du Président
- Amira Casar : Daria Tsouri Chaouch, épouse d’Idder, cheffe d'orchestre
- Souheila Yacoub : Jasmine Chaouch, fille d’Idder et Daria, fiancée de Fouad
- Dali Benssalah : Fouad Nerrouche, fils de Dounia et fiancé de Jasmine
- Sofiane Zermani : Nazir Nerrouche, fils aîné de Dounia et grand frère de Fouad et Slim, père d'Hakim et Marwann
- Shaïn Boumedine : Slim Nerrouche, fils cadet de Dounia, petit frère de Nazir et Fouad
- Lyna Khoudri : Luna Benaïm, fille de Rabia, sœur de Krim, et cousine de Nazir, Fouad et Slim
- Ilies Kadri : Abdelkrim « Krim » Benaïm, fils de Rabia, frère de Luna, et cousin de Nazir, Fouad et Slim
- Carima Amarouche : Rabia Benaïm, sœur de Dounia, mère de Luna et Krim
- Farida Rahouadj : Dounia Nerrouche, mère de Nazir, Fouad et Slim

### Rôles secondaires
- Franz Lang : Franz Berko, conseiller personnel d'Idder Chaouch
- Ariane Ascaride : Martine Guidicelli
- Jessim Mohli : Hakim Nerrouche, fils de Nazir, jumeau de Neil, petit-fils de Dounia, et neveu de Fouad et Slim
- Neil Mohli : Marwann Nerrouche, fils de Nazir, jumeau de Jessim, petit-fils de Dounia, et neveu de Fouad et Slim
- Mehdi Djaadi :  Ahmed Nerrouche, père de Nazir, Fouad et Slim (scène de flashback)
- Alassane Diong : Youssouf, collègue et amant de Slim
- Éric Herson-Macarel : Tony Zarka
- Emmanuel Salinger : Me Szafran
- Éric Génovèse : le juge d'instruction
- Jacques Bonnaffé : le médecin chef Lamarche Yadel
- Marème N'Diaye : Dr Castro
- Émilie de Preissac : Alix
- Jacky Nercessian : le Ministère de l'Intérieur
- Marie-Sophie Ferdane : Jill Friedman
- Laurent Claret : le candidat Noyer
- Georgia Scalliet : Apolline
- William Sciortino : un vigile
- Vincent Furic : un enquêteur

## Production
La série a été tournée et montre des images de lieux symboliques de la ville de Saint-Étienne.

## Autour de la série
Lorsque Fouad découvre chez sa mère le faux passeport de son frère Nazir caché dans le réfrigérateur, ce document est au nom de Sabri Louatah, qui n'est autre que le vrai nom de l'auteur de la série littéraire Les Sauvages, associé à la réalisation de la série TV.

## Festivals
- Festival international du film de Toronto 2019 : première mondiale
- Festival de la fiction TV de La Rochelle 2019 : clôture

### Revue de presse
- Cédric Melon, « La force tranquille de Roschdy Zem. Dans Les sauvages, nouvelle création originale de Canal+, l'acteur incarne avec charisme un président de la République française. Un rôle emblématique que le comédien a pourtant failli ne pas faire », Télécâble Sat Hebdo no 1533, SETC, Saint-Cloud, 16 septembre 2019, p. 6,  (ISSN 1630-6511)